# Stadion Hajduk
Stadion Hajduk (serb. Стадион Хајдук) − stadion piłkarski mieszczący się w Kuli, na którym domowe mecze rozgrywa miejscowy klub, Hajduk. Pojemność stadionu wynosi 6500 miejsc.